# Västervik (comune)
Västervik è un comune svedese di 36 316 abitanti, situato nella contea di Kalmar. Il suo capoluogo è la cittadina omonima.

## Località
Nel territorio comunale sono comprese le seguenti aree urbane (tätort):
| #  | Località    | Popolazione |
| -- | ----------- | ----------- |
| 1  | Västervik   | 20.694      |
| 2  | Gamleby     | 2.805       |
| 3  | Ankarsrum   | 1.337       |
| 4  | Överum      | 1.270       |
| 5  | Gunnebo     | 989         |
| 6  | Piperskärr  | 462         |
| 7  | Loftahammar | 432         |
| 8  | Hjorted     | 338         |
| 9  | Edsbruk     | 311         |
| 10 | Totebo      | 256         |
| 11 | Almvik      | 202         |

## Amministrazione

### Gemellaggi
- Tønder
- Närpes
- Akranes
- Ventspils
- Bamble